# غنانلو حسن سلطان لو
غنانلو حسن سلطان‌ لو هي قرية في مقاطعة خدا أفرين، إيران. عدد سكان هذه القرية هو 36 في سنة 2006.